# Desmoscolex platycricus
Desmoscolex platycricus är en rundmaskart som beskrevs av Steiner 1916. Desmoscolex platycricus ingår i släktet Desmoscolex och familjen Desmoscolecidae. Inga underarter finns listade i Catalogue of Life.